# Джон Едсгед
Джон Едсгед (англ. John Adshead; нар. 27 березня 1942, Флітвуд, Ланкашир, Англія) — англійський футболіст та новозеландський тренер. Головний тренер збірної Нової Зеландії, яка під його керівництвом вперше потрапила на Чемпіонат світу.

## Життєпис
Народився в місті Флітвуд, Ланкашир, Англія. Всю кар'єру футболіста провів у клубі «Сідмут Таун», закінчив грати в футбол у 22 роки через травму. Пізніше працював тренером в Західній Австралії.
У 1976 році правлаштувався головним тренером в новозеландський клуб «Манурева», з яким в 1978 році виграв Кубок Четем та вивів клуб у вищий дивізіон Нової Зеландії. У 1979 році призначений головним тренером збірної Нової Зеландії. У кваліфікації до чемпіонату світу 1982 були обіграні Австралія Руді Гутендорфа, Індонезія, Фіджі й Тайваню в першому відбірковому раунді та здолавши у фінальному раунді збірну Китаю вперше отримали шанс взяти участь у чемпіонаті світу. Нова Зеландія встановила в цьому відбірковому турнірі безліч рекордів. Вони зіграли 15 матчів відбіркового турніру, здолавши для цього 55000 миль. Їх рахунок 13-0 в матчі проти Фіджі став на той момент рекордом чемпіонатів світу, також як і 6 голів, якими відзначився в цьому матчі Стів Самнер. Також їх воротар Річард Вілсон встановив рекорд чемпіонатів світу, простоявши 921 хвилину «всуху». Наступна можливість виступати на Чемпіонаті світу трапилася лише через 28 років. Нова Зеландія поступилася в усіх трьох матчах на чемпіонаті, проти Шотландії (5:2), Радянського Союзу (3:0) та Бразилії (4:0).
Згодом очолював клуби «Іст Кост Бейс» і «Маунт-Веллінгтон», у 90-х роках XX століття повернувся в Західну Австралію, а пізніше відправився в Оман, де займався розвитком дитячого футболу та очолював юнацьку збірною Оману U-17, з якою брав участь в Чемпіонаті світу 1995 серед юнацьких команд.
У 2005 році повернувся в Нову Зеландію, де очолив «Нью-Зіленд Найтс» для участі в першому сезоні А-Ліги. Погані результати клубу та підозра в захворюванні на рак привели до завершення активної кар'єри тренера після закінчення сезону.
У 2013 році за заслуги перед Новою Зеландією нагороджений Орденом Заслуг.
У жовтні 2013 року здобутки Джона Едсгеда були визнані опитуванням, яку проводила незалежна група Друзі футболу, а в листопаді 2014 року йому вручили медаль «Відмінник» Друзів футболу.

## Статистика тренера
| Команда            | З           | По           | Досягнення | Досягнення | Досягнення | Досягнення | Досягнення |
| Команда            | З           | По           | Іг         | В          | Н          | П          | % Перемог  |
| ------------------ | ----------- | ------------ | ---------- | ---------- | ---------- | ---------- | ---------- |
| «Нью-Зіленд Найтс» | січень 2005 | квітень 2006 | 21         | 1          | 3          | 17         | 04,76      |
| Загалом            | Загалом     | Загалом      | 21         | 1          | 3          | 17         | 4,76       |

## Титули і досягнення
- Переможець Юнацького (U-16) кубка Азії: 2000